# Bronson Arroyo
Bronson Anthony Arroyo (ur. 24 lutego 1977) – amerykański baseballista, który występował na pozycji miotacza w Cincinnati Reds.

## Kariera
W czerwcu 1995 został wybrany w trzeciej rundzie draftu przez Pittsburgh Pirates i początkowo występował w klubach farmerskich tego zespołu, między innymi w Nashville Sounds, reprezentującym poziom Triple-A. W Major League Baseball zadebiutował 12 czerwca 2000 roku w meczu przeciwko Atlanta Braves jako pinch hitter.
W lutym 2003 został zawodnikiem Boston Red Sox. W 2004 zagrał w dwóch meczach World Series, w których Red Sox pokonali St. Louis Cardinals 4–0. W marcu 2006 w ramach wymiany zawodników przeszedł do Cincinnati Reds. W 2007 zagrał w Meczu Gwiazd, zaś w 2010 zdobył Złotą Rękawicę jako pierwszy miotacz Reds od 1958 roku.
W lutym 2014 podpisał dwuletni kontrakt z Arizona Diamondbacks. 15 czerwca 2014 w meczu przeciwko Los Angeles Dodgers odniósł kontuzję łokcia i zmuszony był przejść operację Tommy’ego Johna co wykluczyło go z gry na 12 miesięcy.
21 czerwca 2015 w ramach wymiany zawodników przeszedł do Atlanta Braves, zaś 30 lipca 2015 został oddany do Los Angeles Dodgers, zaś w styczniu 2016 podpisał niegwarantowany kontrakt z Washington Nationals.
W lutym 2017 podpisał kontrakt jako wolny agent z Cincinnati Reds. We wrześniu 2017 zakończył karierę zawodniczą.

## Nagrody i wyróżnienia
| Nagroda/wyróżnienie      | Lata | Źródło |
| All-Star                 | 2006 | [ 1 ]  |
| Gold Glove Award         | 2010 | [ 5 ]  |
| Zwycięzca w World Series | 2004 | [ 4 ]  |